# Parafia św. Antoniego i Objawienia Pańskiego w Kamionce
Parafia św. Antoniego Padewskiego i Objawienia Pańskiego w Kamionce – parafia rzymskokatolicka położona w Kamionce w dekanacie szczuczyńskim, diecezji grodzieńskiej na Białorusi. 

## Historia

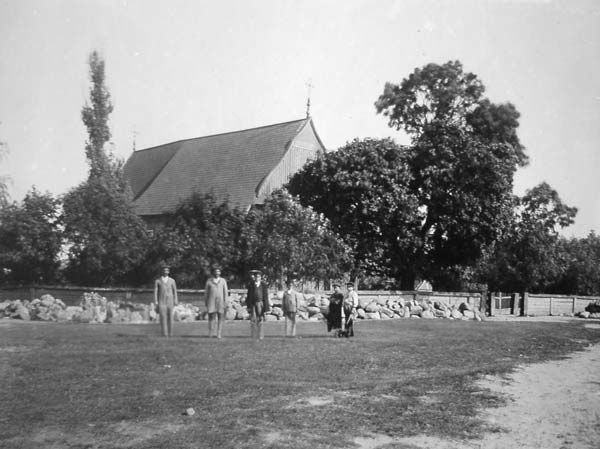
Stary kościół na pocz. XX wieku

Pierwszy drewniany kościół Trzech Króli i św. Wawrzyńca został ufundowany w 1580 roku przez Kacpra Kłodzińskiego. W 1669 roku leżała w dekanacie lidzkim diecezji wileńskiej. W 1797 roku w parafialnym szpitaliku dla ubogich mieszkały 2 osoby. W 1781 r. parafia liczyła 965 wiernych. W 1872 leżała w dekanacie grodzieńskim, liczyła 2166 katolików i posiadała kaplicę filialną w Oleszkiewiczach. W 1892 roku do parafii należało 2302 wiernych.
W 1904 roku rozebrano stary kościół i na jego miejscu w 1908 roku zbudowano obecny. Około 1916 roku proboszcz ks. Józef Farbotko został wywieziony do Niemiec. 28 lipca 1935 r. poświęcono kościół.

## Proboszczowie parafii[2]
| imię i nazwisko            | daty urzędowania |
| -------------------------- | ---------------- |
| Ks. Jakub Bielski          | 1673 - 1674      |
| Ks. Dominik Maszukiewicz   | 1803 - 1812      |
| Ks. Ignacy Tracewski       | 1859 - 1872      |
| Ks. Klemens Tracewski      | 1891 - 1892      |
| Ks. Bolesław Jarecki       | 1907 - 1908      |
| Ks. Józef Farbotko         | 1914 - 1916      |
| Ks. Michał Aronowicz       | 1937 - 1948      |
| Ks. Józef Kowalczuk        | 1948             |
| Ks. Stanisław Pietrasz     | 1962 - 1968      |
| Ks. Grasewicz              | 1992 - 1994      |
| Ks. Konstanty Pawlukiewicz | 2007             |